# Габонський національний чемпіонат Д1
Габонський національний чемпіонат Д1 (фр. Championnat National Foot 1 du Gabon) — змагання з футболу з-поміж клубів Габону, в ході якого визначається чемпіон країни й представники міжнародних клубних змагань.

## Історія

### Аматорський період (1968—2012)
Проводилося багато розіграшів, розділених на два дивізіони. У першому дивізіоні виступало 14 команд, а в другому дивізіоні кількість команд-учасниць змінювалася. Наприкінці цього чемпіонату дві найгірші команди першого дивізіону вилітають до другого дивізіону, а їх замінюють дві найкращі з другого дивізіону. З 1987 по 2009 рік кількість команд-учасниць варіювалася з 7-ми до 15-ти команд.

### Напівпрофесіональний період (2012—н.ч.)
Перший професіональний чемпіонат Габону розпочав в п’ятницю, 19 жовтня 2012 року в Лібревілі, за участю 14 команд. Деякі клуби звернулися за допомогою до дуже досвідчених тренерів. Розпочав чемпіонат Раймонд Ндонг Сіма, прем'єр-міністр Габону. «УС Бітам» здобув перші 3 очки в цьому елітному чемпіонаті, переміг діючого чемпіона «Мунану» з невеликою перемогою з рахунком 1:0. Голом Бітама відзначився на 39-й хвилині Авебе після невдалої гри на кутовому. «Мунана», незважаючи на численні спроби пробити оборону УСБ, не зміг зрівняти рахунок. Діючий чемпіон програє свій перший матч у Національному чемпіонаті 2012.
Уряд, щоб підтримати команди, які взяли участь у першому професіональному чемпіонаті, розраховував протягом цього спортивного сезону інвестувати суму в майже 10 мільярдів франків КФА (або 15 244 900 мільйонів євро). Це дозволяє клубам забезпечити послуги гравців на міжнародному рівні. Наприклад, ФК «Ла-Міссіле» запросили гравців «Червоних дияволів» Конго Харріса Чилімбу та колишнього капітана «Африки Спорт» з Абіджана Даллу Кулібалі, а ФК «Сапінс», в якому виступав капітан «Пантерес» Деніел Кузен, а також вирішили скористатися послугами французького форварда Лорана Ганьє.
«Бонговіль» з провінції Верхнє-Огуе, зі свого боку, запросив значну частину колишніх гравців національної збірної, серед інших Родріге Мундунга, Борис Нгуема, Седрік Мубамба та До Марколіно. Клуб виступав в кінці чемпіонату або навіть виграти Кубок Габону 2013 року. Команди також запрошували відомих тренерів. Зокрема, Івіца Тодоров, колишнього тренера «Конго-Браззавіль», який очолює «Мангаспорт», або Іва Брешето, колишнього помічника Роберта Нуззаре в Сент-Етьєні (1998-2000) на чолі ФК «Сапінс». Колишній тренер Того Чаніле Банна підписав контракт із Нгуен'Асуку з Франсвіля.

## Переможці по рокам
| Сезон                  | Чемпіон                            | Віце-чемпіон                       |
| Чемпіонат затоки       | Чемпіонат затоки                   | Чемпіонат затоки                   |
| ---------------------- | ---------------------------------- | ---------------------------------- |
| 1966-67                | «Олімпік Спортіф»                  |                                    |
| 1967-68                | «Огле Роял»                        |                                    |
| 1968-69                | «Огле Роял»                        |                                    |
| 1969-70                | «АС Солідарет»                     |                                    |
| 1970-71                | «Олімпік Спортіф»                  |                                    |
| 1971-72                | «АС Поліс»                         |                                    |
| 1972-73                | «Заланг КОК»                       |                                    |
| 1973-74                | «Орамбака АК»                      |                                    |
| 1974-75                | Скосований                         | Скосований                         |
| 1975-76                | «Петроспорт»                       |                                    |
| 1976-77                | «Вантур Монгунгу»                  |                                    |
| Національний чемпіонат |                                    |                                    |
| 1977-78                | «105 Лібревіль»                    | «Петроспорт»                       |
| 1978-79                | «Анжес АБК»                        | «УСМ Лібревіль»                    |
| 1979-80                | «УСМ Лібревіль»                    | «105 Лібревіль»                    |
| 1980-81                | «УСМ Лібревіль»                    | «105 Лібревіль»                    |
| 1981-82                | «105 Лібревіль»                    | «КАП Овендо»                       |
| 1982-83                | «105 Лібревіль»                    | «КАП Овендо»                       |
| 1983-84                | «Согара»                           | «УСМ Лібревіль»                    |
| 1984-85                | «105 Лібревіль»                    | «Согара»                           |
| 1985-86                | «105 Лібревіль»                    | «УСМ Лібревіль»                    |
| 1986-87                | «105 Лібревіль»                    | «Согара»                           |
| 1987-88                | «УСМ Лібревіль»                    | АС ОРПАГ                           |
| 1988-89                | «Согара»                           | «УСМ Лібревіль»                    |
| 1989-90                | «ЖАК Порт-Гентіл»                  | «Дельта Спортс»                    |
| 1990-91                | «Согара»                           | «105 Лібревіль»                    |
| 1991-92                | «Согара»                           | «Шеллспорт Мбілінга»               |
| 1993                   | «Согара»                           | «Мбілінга»                         |
| 1994                   | «Согара»                           | «Мбілінга»                         |
| 1995                   | «Мангаспорт»                       | «Мбілінга»                         |
| 1996                   | «Мбілінга»                         | «105 Лібревіль»                    |
| 1997                   | «105 Лібревіль»                    | «Мбілінга»                         |
| 1998                   | «105 Лібревіль»                    | «УСМ Лібревіль»                    |
| 1999                   | «105 Лібревіль»                    | «УСМ Лібревіль»                    |
| 2000                   | «Мангаспорт»                       | АО Евізо                           |
| 2001                   | «105 Лібревіль»                    | «Мангаспорт»                       |
| 2002                   | «УСМ Лібревіль»                    | «105 Лібревіль»                    |
| 2003                   | «УС Бітам»                         | «105 Лібревіль»                    |
| 2004                   | «Мангаспорт»                       | «Дельта Телестар Габон Телеком»    |
| 2005                   | «Мангаспорт»                       | «УС Бітам»                         |
| 2006                   | «Мангаспорт»                       | «105 Лібревіль»                    |
| 2006-07                | «105 Лібревіль»                    | «Мангаспорт»                       |
| 2007-08                | «Мангаспорт»                       | «УС Бітам»                         |
| 2008-09                | «Стад Манджи»                      | «Согара»                           |
| 2009-10                | «УС Бітам»                         | «Мангаспорт»                       |
| 2010-11                | «Міссіле»                          | «Мангаспорт»                       |
| 2011-12                | «Мунана»                           | «УС Бітам»                         |
| 2012-13                | «УС Бітам»                         | «Мунана»                           |
| 2013-14                | «Мангаспорт»                       | «Мунана»                           |
| 2015                   | «Мангаспорт»                       | «Міссіле»                          |
| 2015-16                | «Мунана»                           | «Мангаспорт»                       |
| 2016-17                | «Мунана»                           | «Мангаспорт»                       |
| 2018                   | «Мангаспорт»                       | «Серкль Мбері Спортіф»             |
| 2019                   | «Серкль Мбері Спортіф»             | «Пелікан»                          |
| 2020                   | Скасований через пандемію COVID-19 | Скасований через пандемію COVID-19 |

## Титули по клубах
| Клуб                                     | Місто        | Чемпіон | Роки чемпіонств                                                  |
| ---------------------------------------- | ------------ | ------- | ---------------------------------------------------------------- |
| «105 Лібревіль»                          | Лібревіль    | 11      | 1978, 1982, 1983, 1985, 1986, 1987, 1997, 1998, 1999, 2001, 2007 |
| «Мангаспорт»                             | Моанда       | 9       | 1995, 2000, 2004, 2005, 2006, 2008, 2014, 2015, 2018             |
| «Согара»                                 | Порт-Жантіль | 6       | 1984, 1989, 1991, 1992, 1993, 1994                               |
| «УСМ Лібревіль»                          | Лібревіль    | 4       | 1980, 1981, 1988, 2002                                           |
| «УС Бітам»                               | Бітам        | 3       | 2003, 2010, 2013                                                 |
| «Мунана»                                 | Лібревіль    | 3       | 2012, 2016, 2017                                                 |
| «Серкль Мбері Спортіф» (Олімпік Спортіф) | Лібревіль    | 3       | 1967, 1971, 2019                                                 |
| «Огле Роял»                              | Лібревіль    | 2       | 1968, 1969                                                       |
| «АС Солідаріте»                          | Лібревіль    | 1       | 1970                                                             |
| «Ас Поліс»                               | Лібревіль    | 1       | 1972                                                             |
| «Заланг КОК»                             | Лібревіль    | 1       | 1973                                                             |
| «Орамбака»                               | Лібревіль    | 1       | 1974                                                             |
| «Петроспорт»                             | Порт-Жантіль | 1       | 1976                                                             |
| «Вантур Манжунжу»                        | Лібревіль    | 1       | 1977                                                             |
| «Анжес АБК»                              | Лібревіль    | 1       | 1979                                                             |
| «ЖАК Порт-Жантіль»                       | Порт-Жантіль | 1       | 1990                                                             |
| «Мбілінга»                               | Порт-Жантіль | 1       | 1996                                                             |
| «Стад Манджи»                            | Порт-Жантіль | 1       | 2009                                                             |
| «Міссіле»                                | Лібревіль    | 1       | 2011                                                             |

## Найкращі бомбардири
| Рік     |        | Бомбардир         | Команда         | Голи |
| 1994    | Замбія | Годфрі Читалу     | «Мангаспорт»    | 11   |
| 2006-07 | Габон  | Еврард-Яннік Ларі | «105 Лібревіль» | 25   |
| 2007-08 | Габон  | Віанней Мадібе    | «Мангаспорт»    | 11   |
| 2015    | Чад    | Казимир Нінга     | «Мангаспорт»    | 10   |
| 2015-16 | Габон  | Доріан Аллен Ноно | «Пелікан»       | 19   |
| 2016-17 | Чад    | Хассан Брахім     | «Мангаспорт»    | 16   |

## Спонсори
- Airtel Gabon та Національна професійна футбольна ліга (LINAF) Габону підписали 12 грудня 2013 року спонсорський контракт, згідно з яким лідер мобільного телефонного зв'язку в Габоні інвестує два мільярди габонських франків для підтримки функціонування та управління вищого дивізіону Професіонального футболу Габону на три сезони зі ставкою 500 мільйонів у 2013-2014 роках, потім ще 500 мільйонів у 2015 році та 1 мільярд у 2016 році. Угоду парафували Антуан Памборо, генеральний директор Airtel Gabon та Анісет Бірінда, президент LINAF. Airtel Gabon виграє від цього контракту від можливості спілкування через рекламні канали LINAF.
- Erreà.

## Дифузійне телебачення
Матчі національного чемпіонату транслюють на Gabon Television і TéléAfrica.